# Josh Friedman
Josh Friedman (* 14. února 1967 Spojené státy americké) je americký scenárista a televizní producent. Je známý především díky své práci na seriálu Terminátor: Příběh Sáry Connorové, filmové adaptaci románu H. G. Wellse Válka světů (2005), filmu Terminátor: Temný osud (2019) a filmu Jamese Camerona Avatar: The Way of Water (2022). Napsal také scénář k filmu Černá Dahlia (2006). Připravil několik pilotních dílů seriálů. V současné době se podílí na natáčení seriálu Nadace, který vychází z knižní série Isaaca Asimova Nadace.
Je židovského původu.

## Filmografie

### Film
| Rok  | Název                      | Režisér          |
| ---- | -------------------------- | ---------------- |
| 1996 | Řetězová reakce            | Andrew Davis     |
| 2005 | Válka světů                | Steven Spielberg |
| 2006 | Černá Dahlia               | Brian De Palma   |
| 2019 | Terminátor: Temný osud     | Tim Miller       |
| 2022 | Avatar: The Way of Water   | James Cameron    |
| 2024 | Království Planeta opic    | Wes Balls        |
| 2025 | Fantastická 4: První kroky | Matt Shakman     |
| 2025 | Avatar: Fire and Ash       | James Cameron    |
| 2029 | Avatar 4                   | James Cameron    |
| TBA  | Star Trek 4                | TBA              |

### Televize
| Rok        | Název                             |
| ---------- | --------------------------------- |
| 2008–09    | Terminátor: Příběh Sáry Connorové |
| 2011       | Locke & Key                       |
| 2012       | The Asset                         |
| 2012       | Šestej smysl                      |
| 2014       | Crossbones                        |
| 2017       | Smaragdové město                  |
| 2020–24    | Ledová archa                      |
| 2021–dosud | Nadace                            |